# Перша полтавська гімназія
Перша полтавська гімназія (Перша чоловіча гімназія Олександра I (після 1861), Школа ім. А. В. Луначарського (від 1924)) — середній загальноосвітній заклад, заснований 1808 року у Полтаві. Від 1990-х має назву полтавська спеціалізована школа № 3.

## Історія
Перша дерев'яна будівля, у котрій було відкрито заклад, розташовувалась по вулиці Олександрівській неподалік тодішньої споруди Спаської церкви (нині музучилище ім. Лисенка). Зміна дислокації відбулася 1822 року, відколи Малоросійський поштамт було переведено до Чернігова, а його будівлю передано у власність гімназії, де з 13 грудня і розмістилися класи. З 1861 року заклад змінив свою адресу на нинішню.
Початково у закладі навчалося 49 учнів. Першим директором гімназії був І. Д. Огнєв, попечителем В. П. Кочубей. У 1825 році меценати надали закладу бібліотеку, також до гімназії надійшла особиста колекція М. І. Гнідича. З 1831-го директором було призначено князя Цертелєва. У 1831—1865 рр. гімназія щороку випускала по З0 чоловіків. У 1864-му кількість учнів досягла 470 осіб.
У різний час викладачами були такі особистості, як композитор Ф. М. Попадич, історик П. І. Бодянський, етнограф Л. І. Боровиковський, О. І. Стронін, піаніст Алоїз Єдлічка тощо.
Серед відомих учнів філософ М. П. Драгоманов (з 1853), патріарх УАПЦ Мстислав, театральний діяч М. П. Старицький (1851—1858), фізик Д. Д. Іваненко, математик М. В. Остроградський (до 1817), письменник Л. І. Глібов (1827—1893), етнограф В. П. Горленко (1830—1870), В. І. Самійленко (1865—1874), скульптор Л. В. Позен, фізик М. Д. Пильчиков та інші.